# Antonín Kolek
Antonín Kolek (8. července 1895 Bohumilice – 19. července 1983 Rosice) byl moravský učitel, historický beletrista, fejetonista a autor historických pojednání zaměřený tematicky zejména na dějiny jižní Moravy s velkým důrazem na kartografii.

## Život
Narodil se v rodině malíře Antonína Kolka a Anny rozené Pilátové. Byl dvakrát ženatý, poprvé 5. 5. 1920 v Poštorné s Marií Jankovičovou (1896) a podruhé 27. 8. 1927 v Bílovicích s Marií Černouškovou.
Měšťanku vychodil v Kloboukách, u otce se vyučil malířem pokojů a v Praze-Bubenči vystudoval katolický učitelský ústav.
Jako učitel působil na měšťanských školách v Charvátské Nové Vsi u Břeclavi (1919–1923), Ždánicích u Kyjova (1923–1927), Zlechově u Uherského Hradiště (1927–1933), Mokré u Brna (1933–1935) a Rosicích (1935–1949).
Napsal mnoho novinových a časopiseckých článků (Akord, Archa, Břeclavsko, Časopis pro dějiny českého venkova, Časopis Vlasteneckého spolku muzejního v Olomouci, Den, Kolo, Lidové listy, Národní politika, Nový národ, Od Hradské cesty, Rozsévač, Svoboda, Selský archiv, Slovácké noviny, Život, aj.). Významné jsou jeho studie o obcích Bošovice, Čejkovice, Mutěnice, Žarošice aj.
Byl členem Družiny literární a umělecké v Olomouci a v letech 1945–1948 členem Moravského kola spisovatelů v Brně.

## Literární dílo
- O klíče markrabství (1930)
- Hermada (1935)
- Babuška (1938)
- Traktáty Kleofáše Pistoria (1939)
- Pouti k Staré Matce Boží v Žarošicích (1940)
- Radostná cesta k Staré Matce Boží Žarošské: starodávná baroková pouť (1942, reedice 2013) – poutnický kancionál
- Proti nim (1946)
- Žarošská pouť (nedatováno)
- Bošovice (1973)
- Rosice během staletí (1994)
- Historie kostela Staré Matky Boží a rezidence na nynější Silničné (2005)
- Před obnovou zašlé slávy mariánských Žarošic. Věstník Historicko-vlastivědného spolku Žarošice, Žarošice, 2019, č. 28, s. 103–104. ISSN 2533-4247.